# Катерина де Куртене
Катерина I де Куртене (1274 — 11 жовтня 1307, Париж, Франція) — титулярна імператриця Латинської імперії, дочка Філіппа де Куртене, титулярного імператора Латинської імперії, і Беатриси Сицилійської, дочки Карла I Анжуйського, короля Сицилії.

## Біографія

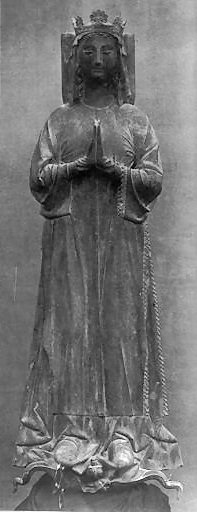
Надгробок Катерини де Куртене

Народилася 25 листопада 1274 року і була єдиною дочкою та спадкоємицею титулярного імператора Константинополя Філіппа I де Куртене та Беатриси Сицилійської.
Після смерті батька 15 грудня 1283 року Катерина успадкувала права на титул імператриці Константинополя і була визнана імператрицею латинськими державами в Греції, незважаючи на те, що місто було знову захоплено Нікейською імперією у 1261 році.
Катерина була заручена з трьома чоловіками, за яких так ніколи і не вийшла заміж. 28 лютого 1301 року в Парижі вона стала другою дружиною графа Карла Валуа, сина короля Франції Філіппа III. 23 квітня 1301 року Карл став титульним імператором до її смерті в Парижі 11 жовтня 1307 року у віці 32-х років. Наступного дня, 12 жовтня, її поховали в абатстві Маубіссон. Великий Магістр лицарів-тамплієрів Жак де Моле був одним із тих, хто ніс її труну.

## Шлюб і діти
Чоловік: із 8 лютого 1301 року Карл, граф Валуа. Діти:
- Жанна Валуа
- Жан, Граф Шартра
- Катерина де Валуа-Куртене
- Ізабелла Валуа